# Eoceratobulimina
Eoceratobulimina es un género de foraminífero bentónico de la subfamilia Ceratobulimininae, de la familia Ceratobuliminidae, de la superfamilia Ceratobuliminoidea, del suborden Robertinina y del orden Robertinida. Su especie tipo es Eoceratobulimina iucunda. Su rango cronoestratigráfico abarcaba el Calloviense superior (Jurásico medio).

## Clasificación
Eoceratobulimina incluye a la siguiente especie:
- Eoceratobulimina iucunda †